# Бижбулякский район
Бижбуля́кский райо́н (баш. Бишбүләк районы) — административно-территориальная единица (район) и муниципальное образование (муниципальный район) в её границах под наименованием муниципальный район Бижбулякский район (баш. Бишбүләк районы муниципаль районы) в составе Республики Башкортостан Российской Федерации.
Административный центр — село Бижбуляк.

## Географическое положение
Район находится на юго-западе Башкирии в южной части Бугульминско-Белебеевской возвышенности, граничит с Оренбургской областью. Площадь территории района составляет 2134 км².
В недрах выявлены запасы нефти (Шкаповское, Дёмское, Сатаевское, Азнакаевское месторождения), известняков (Чулпанское), песка, песчано-гравийной смеси (Чулпанское), глины (Аитовское). Климат умеренно континентальный, умеренно увлажнённый. Весной и летом часты засухи, зимой — снежные метели. На северо-западе района берёт начало река Ик, на юге протекает река Дёма (с притоками Менеуз, Уязы, Седяк). Преобладают выщелоченные и карбонатные чернозёмы, местами встречаются тёмно-серые лесные почвы. Район находится в пределах Предуральской степной подзоны. Липовые, кленовые, дубовые, берёзовые леса занимают около 11 % площади района.

## История
Бижбулякский район был образован 20 августа 1930 года, когда согласно постановлению президиума ВЦИК было ликвидировано разделение Башкирской АССР на кантоны и образовано 48 районов.
1 февраля 1963 года район был упразднён, его территория вошла в состав Белебеевского района. 
Вновь образован 13 января 1965 года в составе Аитовского, Базлыкского, Бижбулякского, Биккуловского, Дёмского, Зириклинского, Калининского, Каменского, Кенгер-Менеузовского, Кожай-Ик-Вершинского, Кош-Елгинского, Новобиктяшского сельсоветов.

## Население
| 1989    | 2002    | 2008    | 2009    | 2010    | 2012    | 2013    | 2014    | 2015    |
| ------- | ------- | ------- | ------- | ------- | ------- | ------- | ------- | ------- |
| 34 818  | ↘27 999 | ↘27 782 | ↘27 583 | ↘26 080 | ↘25 361 | ↘24 825 | ↘24 124 | ↘23 653 |
| 2016    | 2017    | 2021    |         |         |         |         |         |         |
| ↘23 315 | ↘22 984 | ↘22 134 |         |         |         |         |         |         |

Согласно прогнозу Минэкономразвития России, численность населения будет составлять:
- 2024 — 22,09 тыс. чел.
- 2035 — 19,86 тыс. чел.

### Национальный состав
Согласно Всероссийской переписи населения 2010 года: чуваши — 35,3 %, татары — 26,1 %, башкиры — 22 %, русские — 11,8 %, мордва-эрзяне — 3,6 %, лица других национальностей — 0,9 %.
Национальный состав по переписям:
| Год  | башкиры | татары | русские | чуваши |
| ---- | ------- | ------ | ------- | ------ |
| 1970 | 8,0 %   | 31,4 % |         |        |
| 1989 | 10,4 %  | 35,0 % |         |        |
| 2002 | 21,5 %  | 26,3 % | 11,0 %  | 35,7 % |
| 2010 | 22 %    | 26,1 % | 11,8 %  | 35,3 % |

По итогам переписи населения 2020 года проживали следующие национальности (национальности менее 0,1 % и другое см. в сноске к строке «Другие»):
| Национальность | Численность, чел. | Доля     |
| -------------- | ----------------- | -------- |
| Чуваши         | 7670              | 34,65 %  |
| Татары         | 6642              | 30,01 %  |
| Башкиры        | 4032              | 18,22 %  |
| Русские        | 2581              | 11,66 %  |
| Мордва         | 859               | 3,88 %   |
| Узбеки         | 61                | 0,28 %   |
| Украинцы       | 48                | 0,22 %   |
| Таджики        | 42                | 0,19 %   |
| Армяне         | 23                | 0,10 %   |
| Другие         | 176               | 0,79 %   |
| Итого          | 22 134            | 100,00 % |

### Языковой состав
Согласно Всероссийской переписи населения 2010 года родными языками населения являлись: чувашский — 32,4 %, татарский — 30 %, русский — 17,8 %, башкирский — 16,2 %, мордовский — 3 %
.
Согласно Всероссийской переписи населения 2020 года родными языками населения являлись: чувашский — 34 %, татарский — 29,9 %, башкирский — 17,6 %, русский — 13,5 %, мордовский — 3,7 %.

## Административное деление
В Бижбулякский район как административно-территориальную единицу республики входит 13 сельсоветов.
В одноимённый муниципальный район в рамках местного самоуправления входит 13 муниципальных образований со статусом сельского поселения:
| №     | Муниципальное образование     | Административный центр | Количество населённых пунктов | Население (чел.) | Площадь (км²) |
| ----- | ----------------------------- | ---------------------- | ----------------------------- | ---------------- | ------------- |
| 1e-06 | Сельское поселение            |                        |                               |                  |               |
| 1     | Аитовский сельсовет           | село Аитово            | 5                             | ↘1332            | 112,20        |
| 2     | Базлыкский сельсовет          | село Базлык            | 5                             | ↘1350            | 136,27        |
| 3     | Бижбулякский сельсовет        | село Бижбуляк          | 12                            | ↗7677            | 188,02        |
| 4     | Биккуловский сельсовет        | село Биккулово         | 3                             | ↘837             | 71,35         |
| 5     | Дёмский сельсовет             | село Дёмский           | 7                             | ↘2185            | 422,44        |
| 6     | Елбулактамакский сельсовет    | село Елбулактамак      | 5                             | ↗799             | 94,72         |
| 7     | Зириклинский сельсовет        | село Зириклы           | 7                             | ↘1038            | 167,34        |
| 8     | Калининский сельсовет         | село Усак-Кичу         | 7                             | ↘1359            | 116,21        |
| 9     | Каменский сельсовет           | село Каменка           | 4                             | ↘467             | 99,81         |
| 10    | Кенгер-Менеузовский сельсовет | село Кенгер-Менеуз     | 5                             | ↘1928            | 147,95        |
| 11    | Кош-Елгинский сельсовет       | село Кош-Елга          | 8                             | ↘1053            | 140,82        |
| 12    | Михайловский сельсовет        | село Михайловка        | 10                            | ↘1779            | 212,85        |
| 13    | Сухореченский сельсовет       | село Сухоречка         | 8                             | ↘1180            | 223,92        |

### Населённые пункты
| №  | Населённый пункт     | Тип                          | Население | Муниципальное образование     |
| -- | -------------------- | ---------------------------- | --------- | ----------------------------- |
| 1  | Азнаево              | село                         | ↘411      | Демский сельсовет             |
| 2  | Аитово               | село                         | ↘1176     | Аитовский сельсовет           |
| 3  | Александровка        | деревня                      | ↘23       | Калининский сельсовет         |
| 4  | Алексеевка           | село                         | ↘187      | Аитовский сельсовет           |
| 5  | Алексеевка           | деревня                      | ↘303      | Бижбулякский сельсовет        |
| 6  | Антоновка            | деревня                      | ↘22       | Елбулактамакский сельсовет    |
| 7  | Базлык               | село                         | ↘916      | Базлыкский сельсовет          |
| 8  | Барш                 | деревня                      | ↘119      | Бижбулякский сельсовет        |
| 9  | Березовка            | деревня                      | ↘7        | Аитовский сельсовет           |
| 10 | Бижбуляк             | село, административный центр | ↗6626     | Бижбулякский сельсовет        |
| 11 | Биккулово            | село                         | ↘231      | Биккуловский сельсовет        |
| 12 | Боголюбовка          | деревня                      | ↘158      | Демский сельсовет             |
| 13 | Василькино           | деревня                      | ↘3        | Каменский сельсовет           |
| 14 | Верхняя Курмаза      | село                         | ↘53       | Бижбулякский сельсовет        |
| 15 | Вишнёвка             | деревня                      | ↘18       | Кош-Елгинский сельсовет       |
| 16 | Дёмский              | село                         | ↘1028     | Демский сельсовет             |
| 17 | Дубровка             | деревня                      | →0        | Каменский сельсовет           |
| 18 | Дюсяново             | село                         | ↘413      | Биккуловский сельсовет        |
| 19 | Егоровка             | деревня                      | ↘64       | Базлыкский сельсовет          |
| 20 | Елбулак-Матвеевка    | село                         | ↘371      | Бижбулякский сельсовет        |
| 21 | Елбулактамак         | село                         | ↘623      | Елбулактамакский сельсовет    |
| 22 | Ермолкино            | село                         | ↘305      | Калининский сельсовет         |
| 23 | Зириклы              | село                         | ↘506      | Зириклинский сельсовет        |
| 24 | Зириклытамак         | деревня                      | ↘64       | Кош-Елгинский сельсовет       |
| 25 | Ибрайкино            | деревня                      | ↘20       | Бижбулякский сельсовет        |
| 26 | Ивановка             | деревня                      | ↘60       | Бижбулякский сельсовет        |
| 27 | Игнашкино            | деревня                      | ↘73       | Михайловский сельсовет        |
| 28 | Исякаево             | село                         | ↘129      | Сухореченский сельсовет       |
| 29 | Иттихат              | деревня                      | ↗291      | Калининский сельсовет         |
| 30 | Калиновка            | деревня                      | ↗109      | Бижбулякский сельсовет        |
| 31 | Каменка              | село                         | ↘512      | Каменский сельсовет           |
| 32 | Канарейка            | деревня                      | ↘4        | Михайловский сельсовет        |
| 33 | Кандры-Куль          | деревня                      | ↘131      | Бижбулякский сельсовет        |
| 34 | Каныкаево            | село                         | ↘360      | Биккуловский сельсовет        |
| 35 | Каримово             | деревня                      | ↘116      | Аитовский сельсовет           |
| 36 | Касимовка            | деревня                      | ↘123      | Кенгер-Менеузовский сельсовет |
| 37 | Качкиново            | деревня                      | →190      | Елбулактамакский сельсовет    |
| 38 | Кенгер-Менеуз        | село                         | ↘1323     | Кенгер-Менеузовский сельсовет |
| 39 | Кистенли-Богданово   | село                         | ↘483      | Базлыкский сельсовет          |
| 40 | Кистенли-Ивановка    | село                         | ↘290      | Михайловский сельсовет        |
| 41 | Кожай-Икские Вершины | село                         | ↘275      | Михайловский сельсовет        |
| 42 | Кош-Елга             | село                         | ↘759      | Кош-Елгинский сельсовет       |
| 43 | Красная Горка        | деревня                      | ↘2        | Зириклинский сельсовет        |
| 44 | Кунакулово           | село                         | ↘514      | Кенгер-Менеузовский сельсовет |
| 45 | Лассирма             | деревня                      | ↘17       | Бижбулякский сельсовет        |
| 46 | Лысогорка            | деревня                      | ↘158      | Зириклинский сельсовет        |
| 47 | Малый Менеуз         | село                         | ↘180      | Михайловский сельсовет        |
| 48 | Малый Седяк          | село                         | ↘505      | Зириклинский сельсовет        |
| 49 | Менеуз-Москва        | село                         | ↘261      | Кош-Елгинский сельсовет       |
| 50 | Милисоновка          | деревня                      | ↗2        | Сухореченский сельсовет       |
| 51 | Михайловка           | село                         | ↘1172     | Михайловский сельсовет        |
| 52 | Мишаровка            | деревня                      | →0        | Зириклинский сельсовет        |
| 53 | Мулланур-Вахитово    | деревня                      | ↘25       | Аитовский сельсовет           |
| 54 | Мурадымово           | деревня                      | ↘198      | Сухореченский сельсовет       |
| 55 | Мусино               | деревня                      | ↘91       | Базлыкский сельсовет          |
| 56 | Набережный           | деревня                      | ↘334      | Демский сельсовет             |
| 57 | Нижняя Курмаза       | деревня                      | ↗17       | Елбулактамакский сельсовет    |
| 58 | Новая Самарка        | деревня                      | ↘6        | Зириклинский сельсовет        |
| 59 | Новый Биктяш         | село                         | ↘315      | Сухореченский сельсовет       |
| 60 | Ольховка             | деревня                      | ↘151      | Демский сельсовет             |
| 61 | Павловка             | деревня                      | ↘0        | Сухореченский сельсовет       |
| 62 | Петровка             | деревня                      | ↗94       | Калининский сельсовет         |
| 63 | Петровка             | деревня                      | ↘139      | Кош-Елгинский сельсовет       |
| 64 | Прогресс             | деревня                      | ↗13       | Каменский сельсовет           |
| 65 | Пурлыга              | деревня                      | ↘67       | Базлыкский сельсовет          |
| 66 | Пчельник             | деревня                      | →56       | Бижбулякский сельсовет        |
| 67 | Разаевка             | деревня                      | ↘80       | Кенгер-Менеузовский сельсовет |
| 68 | Рудники              | деревня                      | ↘2        | Калининский сельсовет         |
| 69 | Сармандеевка         | деревня                      | ↘2        | Кош-Елгинский сельсовет       |
| 70 | Светловка            | деревня                      | ↘9        | Михайловский сельсовет        |
| 71 | Седякбаш             | деревня                      | ↘428      | Бижбулякский сельсовет        |
| 72 | Сене-Пурнас          | деревня                      | ↘15       | Михайловский сельсовет        |
| 73 | Сосновка             | деревня                      | ↘44       | Кош-Елгинский сельсовет       |
| 74 | Степановка           | деревня                      | ↘35       | Кош-Елгинский сельсовет       |
| 75 | Степановка           | деревня                      | ↗6        | Михайловский сельсовет        |
| 76 | Сухоречка            | село                         | ↘775      | Сухореченский сельсовет       |
| 77 | Такмаккаран          | деревня                      | ↘47       | Зириклинский сельсовет        |
| 78 | Тукай                | деревня                      | ↘123      | Елбулактамакский сельсовет    |
| 79 | Тулубаево            | деревня                      | ↘319      | Демский сельсовет             |
| 80 | Тумаш                | деревня                      |           | Калининский сельсовет         |
| 81 | Усак-Кичу            | село                         | ↗774      | Калининский сельсовет         |
| 82 | Хомутовка            | деревня                      | ↘245      | Демский сельсовет             |
| 83 | Чегодаево            | деревня                      | →0        | Сухореченский сельсовет       |
| 84 | Чулпан               | деревня                      | ↘121      | Кенгер-Менеузовский сельсовет |
| 85 | Шкапово              | село                         | →4        | Михайловский сельсовет        |
| 86 | Шомыртлы             | деревня разъезда             | →3        | Сухореченский сельсовет       |

Новые населённые пункты
В 2015 году образована деревня Тумаш.

## Экономика
Основная отрасль экономики Бижбулякского района — сельское хозяйство, специализированное на возделывании зерновых культур, сахарной свёклы, подсолнечника и на разведении крупного рогатого скота (молочно-мясного направления), свиней и овец. Развито пчеловодство.

## Транспорт
Территорию района на северо-западе пересекает железная дорога Самара — Челябинск.
Автомобильные дороги связывают район с Белебеем, Приютово, Туймазами, Уфой.

## Социальная сфера
В районе имеются 46 общеобразовательных школ, в том числе 14 средних, филиал Белебеевского техникума механизации и электрификации сельского хозяйства, 17 дошкольных образовательных учреждений, 31 массовая библиотека, 45 клубных учреждений, 3 больницы в селах Бижбуляк, Аитово, Михайловка.
Издаётся районная газета на русском, татарском и чувашском языке «Светлый путь» — «Якты юл» — «Сута сул».